# Wayne Dowdy

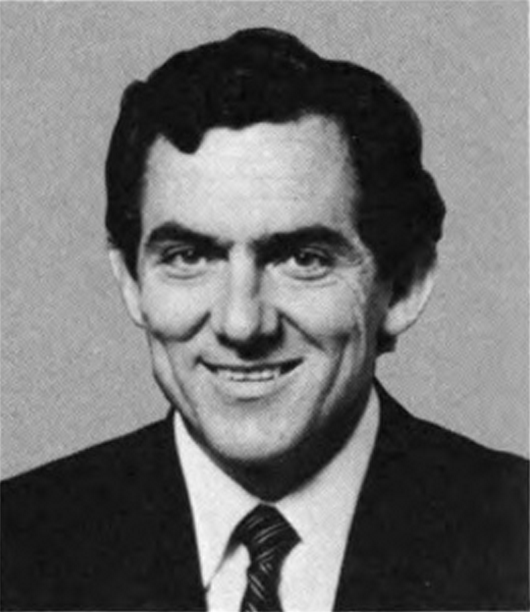
Wayne Dowdy (1983)

Charles Wayne Dowdy (* 27. Juli 1943 in Fitzgerald, Georgia) ist ein US-amerikanischer Politiker. Zwischen 1981 und 1989 vertrat er den vierten Wahlbezirk des Bundesstaates Mississippi im US-Repräsentantenhaus.

## Werdegang
Wayne Dowdy besuchte die öffentlichen Schulen seiner Heimat, die Gulfport High School und bis 1965 das Millsaps College in Jackson (Mississippi). Nach einem Jurastudium an der Jackson School of Law und seiner im Jahr 1969 erfolgten Zulassung als Rechtsanwalt begann Dowdy in dem Ort McComb in seinem neuen Beruf zu praktizieren. Zwischen 1970 und 1974 war er städtischer Richter in McComb und von 1978 bis 1981 war er Bürgermeister dieses Ortes.
Nach dem Rücktritt des republikanischen Kongressabgeordneten Jon Hinson wurde Dowdy als Kandidat der Demokratischen Partei bei der notwendig gewordenen Nachwahl im vierten Distrikt von Mississippi im Jahr 1981 in das US-Repräsentantenhaus in Washington, D.C. gewählt. Nachdem er bei den drei folgenden regulären Kongresswahlen jeweils bestätigt wurde, konnte er zwischen dem 7. Juli 1981 und dem 3. Januar 1989 im Kongress verbleiben. Dort galt er als progressiver Demokrat. Im Jahr 1988 verzichtete Dowdy auf eine erneute Kandidatur für das Repräsentantenhaus. Stattdessen kandidierte er erfolglos für den US-Senat. Dabei unterlag er mit 45 % zu 54 % der Wählerstimmen dem Republikaner Trent Lott. Im Jahr 1991 scheiterte eine geplante Kandidatur für die Gouverneurswahl in den Vorwahlen seiner Partei.
Heute praktiziert Wayne Dowdy in Magnolia als Rechtsanwalt. Seine Familie besitzt in Mississippi und Louisiana einige Radiosender. Mit seiner Frau Susan hat er drei Kinder.